# Heriberto Urán
Heriberto Urán Durango (Urrao, 20 de abril de 1954 fue un ciclista colombiano, profesional entre 1986 y 1987.

## Palmarés[1]
1978
- Una etapa de la Vuelta a Colombia

1980
- 2º en la Vuelta a Antioquia más una etapa y clasificación de metas volantes
- Una etapa de la Vuelta a Colombia

1981
- 2º en la Vuelta a Cundinamarca
- Vuelta al Valle del Cauca

1982
- Una etapa del Clásico RCN

1983
- 2º en la Vuelta a Costa Rica
- Clásica de El Carmen de Viboral

1986
- 2º en la Vuelta a Boyacá, más una etapa y clasificación por puntos
- 2º en la Vuelta a Cundinamarca

1990
- 2º en la Vuelta a Boyacá

## Resultados en lasgrandes vueltas
| Carrera         | 1986 |
| Tour de Francia | 50.º |
| Giro de Italia  | -    |
| Vuelta a España | -    |

-: no participa 

Ab.: abandono

## Equipos
- Castalia (1978)
- Freskola (1979-1980)
- Pilsen Cervunión (1981-1982)
- Felipe Almacenes y Joyerías (1985)
- Manzana Postóbon (1986-1987)